# Cimișlia
Cimișlia är en distriktshuvudort i Moldavien. Den ligger i distriktet Cimișlia, i den södra delen av landet, väster om floden Cogâlnic. Cimișlia ligger 115 meter över havet och antalet invånare är 12 464.
Terrängen runt Cimișlia är platt. Trakten runt Cimișlia består till största delen av jordbruksmark.